# Axpe Marzana
La anteiglesia de Axpe Marzana  es desde 1962 un barrio del municipio vizcaíno de Achondo, en el País Vasco (España), y forma parte de la comarca del Duranguesado.

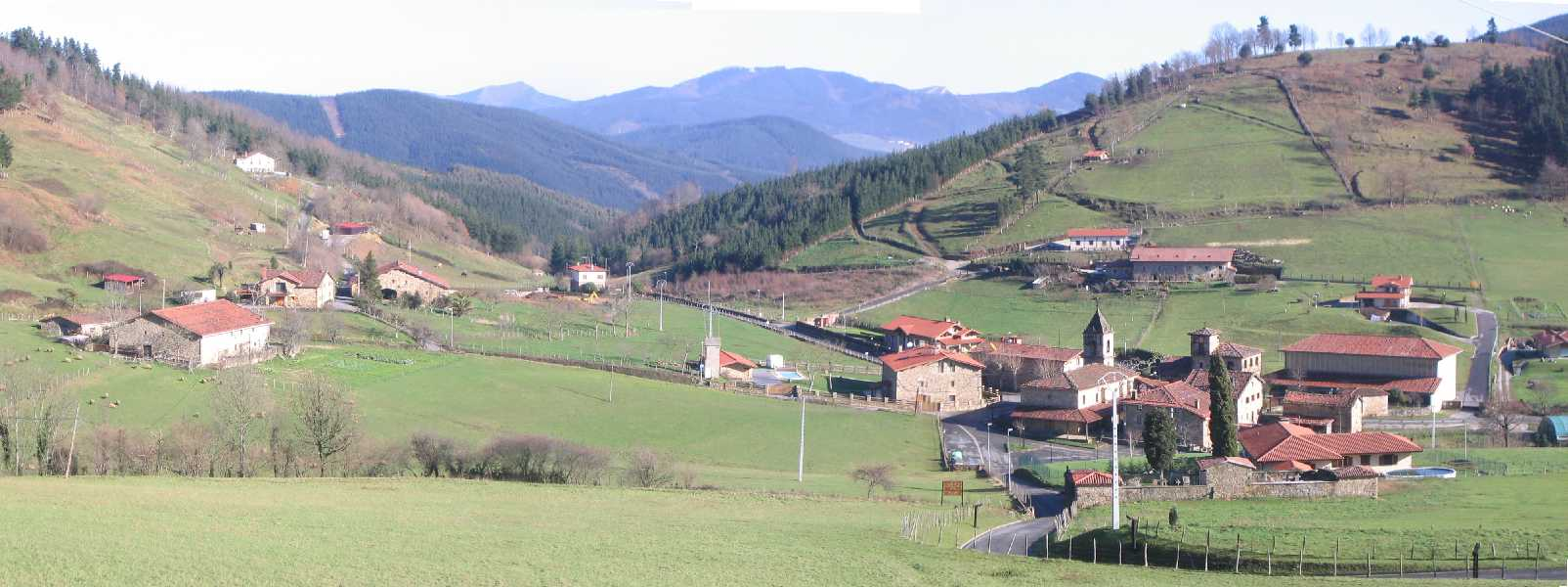
Vista general del barrio de Axpe.

Hasta la fecha de su fusión con las otras anteiglesias que conformaron Achondo, Arrazola y Apatamonasterio, era un municipio independiente y en tiempos de la Merindad de Durango formaba parte de las Juntas con voz y voto.

## Ubicación
Situado justo debajo del monte Alluitz, de 1040 m de altitud, forma un pequeño y bonito núcleo rural en el que hay tres restaurantes reseñables, de buena cocina vasca. Esta ubicación, justo debajo de la mole de las peñas del Duranguesado, le da unas características paisajísticas sobresalientes.
Tiene 216 habitantes y su altitud es de 300 metros sobre el nivel del mar.

## Historia
Al igual que las demás, también estuvo bajo la influencia de los señores de Marzana en las guerras de bandos del siglo XIV, por lo que perteneció al bando oñacino. Como miembro de la Merindad de Durango, contaba con asiento y voto número 9 en sus Juntas, y estaba regida por un fiel.
En 1550 se fundó la iglesia de San Martín en Marzana, junto a la casa torre de los Marzana, y en 1552 la ermita de San Juan Bautista de Axpe se convierte en parroquia (hasta entonces la población estaba dividida entre las parroquias de Abadiño y San Agustín).

## Economía
La economía ha estado basada en la agricultura y ganadería. La minería también ha sido importante. Se han explotado minas de calamina, cobre, estaño y plomo. También ha tenido ferrerías.[cita requerida]